# پتریا

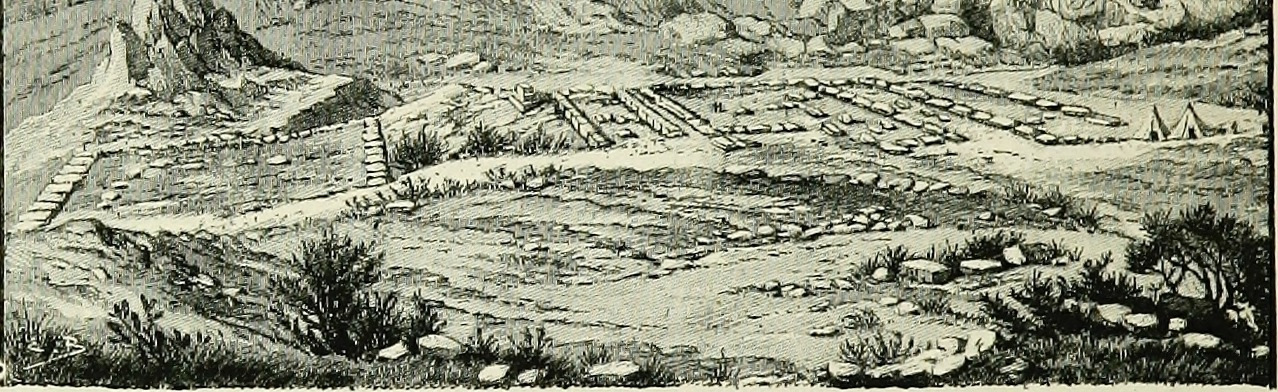
ویرانه‌های پتریا در کتاب "History of Egypt, Chaldea, Syria, Babylonia and Assyria (1903)"

پتریا (انگلیسی: Pteria) پایتخت آشوریه در شمال کاپادوکیه (ترکیه امروزی) بود. در پاییز ۵۴۷ پیش از میلاد در این شهر مابین کوروش بزرگ و کرزوس پادشاه لیدیه نبرد پتریا روی داد که کوروش در این رزم به پیروزی می‌رسد.